# Operatie Yggdrasil

De ligging van Zweden in Scandinavië.

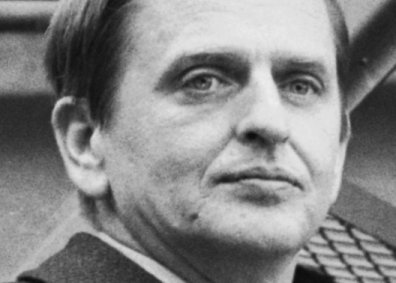
De vermoorde Zweedse premier Olof Palme.

Operatie Yggdrasil is een spionageroman van auteur Gérard de Villiers en het 129e deel uit de S.A.S.-reeks met als protagonist de Oostenrijkse prins en freelance CIA-agent Malko Linge.

## Het verhaal
Op 28 februari 1986 werd de Zweedse premier Olof Palme doodgeschoten in het centrum van Stockholm. De moord werd echter nooit opgehelderd.
Twaalf jaar later komt de secretaresse Agathe Mertens met de opvallende bewering dat een geheime organisatie bestaande uit enkele medewerkers van de NAVO achter de moordaanslag zit.
Palme zou onderhandelen met de Sovjet-Unie over de demilitarisering van Scandinavië en dit vormt een groot probleem voor de NAVO omdat van daaruit de Russische marinebases worden geobserveerd.
Indien deze samenzweringstheorie een kern van waarheid bevat kan dit desastreuze gevolgen hebben voor het voortbestaan van de organisatie terwijl enkele voormalig Oostbloklanden juist op het punt staan toe te treden tot de NAVO.
Malko wordt door CIA naar Stockholm gezonden om de secretaresse over deze delicate zaak nader aan de tand te voelen, maar voordat hij haar te spreken krijgt komt zij om bij een verkeersongeluk.
Malko's onderzoek brengt hem uiteindelijk zelfs in ernstige gewetensnood omtrent de handelwijzen van de CIA en overweegt zelfs ontslag te nemen...

## Personages
- Malko Linge, een Oostenrijkse prins en CIA-agent;
- Agathe Mertens, een voormalig secretaresse van de NAVO.

## Verschillende titels
Operatie Yggdrasil staat ook bekend onder de titel Het Yggdrasil-complot. Hoewel op de titelpagina van de roman Operatie Yggdrasil staat vermeld heeft de uitgever om niet bekende redenen ervoor gekozen als omslagtitel Het Yggdrasil-complot te gebruiken.

## Waargebeurde feiten
Het fictieve verhaal is gebaseerd rondom de op moord op Olof Palme op 28 februari 1986. Rond deze aanslag doen vele complottheorieën de ronde.